# 물맴이과
물맴이과는 수생 딱정벌레의 한 분류이다. 수면을 맴돌기 때문에 물맴이라고 불린다.

## 하위 속
- Andogyrus
- Aulonogyrus
- Dineutus'rhynchus
- Spanglerogyrus
- 물맴이속 (Gyrinus)